# Кохасет (Минесота)
Кохасет (енгл. Cohasset) град је у америчкој савезној држави Минесота.

## Демографија
По попису из 2010. године број становника је 2.698, што је 217 (8,7%) становника више него 2000. године.
| Група             | 2000.         | 2010.         |
| Белци             | 2.395 (96,5%) | 2.552 (94,6%) |
| Афроамериканци    | 5 (0,2%)      | 4 (0,1%)      |
| Азијати           | 4 (0,2%)      | 10 (0,4%)     |
| Хиспаноамериканци | 8 (0,3%)      | 17 (0,6%)     |
| Укупно            | 2.481         | 2.698         |